# 스위스 인민당
스위스 인민당(독일어: Schweizerische Volkspartei 슈바이처리셰 폴크스파르타이[*], 로만슈어: Partida Populara Svizra) 또는 중도민주연합(프랑스어: Union Démocratique du Centre, 이탈리아어: Unione Democratica di Centro)은 스위스의 보수주의 우익 정당이다. 독일어권 지역을 지지 기반으로 하며 외국인 유입에 반대한다.
1917년 취리히주에서 상인, 농부, 베른당으로 창당되었다. 1929년부터 최초로 루돌프 밍거가 연방 의회에 선출되면서 스위스 연방의회 내각에 참여했고, 1937년에 전국 정당이 되었다.  1936년 취리히주에서 상인, 농부, 독립당으로 변경되었다. 1971년에 그라우뷘덴주, 글라루스주에서 민주당과 합병되면서 현재의 당명으로 변경되었다.
2015년 연방총선에서 29.4%를 득표하여 스위스에서 단일 정당이 받은 최고 득표 기록을 경신하였다. 현재 스위스 연방의회 내 최대 정당이다.

## 역대 선거결과

### 스위스 연방의회
| 년도   | 득표    | %     | 의석     | ± pp |
| ------ | ------- | ----- | -------- | ---- |
| 1971년 | 217,908 | 11.1% | 23 / 200 |      |
| 1975년 | 190,445 | 9.9%  | 21 / 200 | 2    |
| 1979년 | 210,425 | 11.6% | 23 / 200 | 2    |
| 1983년 | 215,457 | 11.1% | 23 / 200 | 보합 |
| 1987년 | 211,535 | 11.0% | 25 / 200 | 2    |
| 1991년 | 240,353 | 11.9% | 25 / 200 | 보합 |
| 1995년 | 280,420 | 14.9% | 29 / 200 | 4    |
| 1999년 | 440,159 | 22.5% | 44 / 200 | 15   |
| 2003년 | 561,817 | 26.6% | 55 / 200 | 11   |
| 2007년 | 672,562 | 28.9% | 62 / 200 | 7    |
| 2011년 | 641,106 | 26.6% | 54 / 200 | 8    |
| 2015년 | 740,954 | 29.4% | 65 / 200 | 11   |
| 2019년 | 620,343 | 25.6% | 53 / 200 | 12   |

## 같이 보기
- 스위스의 정당